# Gruzja na Letnich Igrzyskach Olimpijskich 2020
Gruzję na Letnich Igrzyskach Olimpijskich 2020 reprezentowało 33 zawodników: 28 mężczyzn i 5 kobiet. Był to siódmy start reprezentacji Gruzji na letnich igrzyskach olimpijskich.

## Zdobyte medale[3]
| Medal  | Zawodnik              | Dyscyplina           | Konkurencja                                     | Rezultat                                                           | Data       |
| ------ | --------------------- | -------------------- | ----------------------------------------------- | ------------------------------------------------------------------ | ---------- |
| Złoto  | Lasza Bekauri         | Judo                 | kategoria do 90 kg mężczyzn                     | w finale pokonał reprezentanta Niemiec Eduard Trippel              | 28 lipca   |
| Złoto  | Lasza Talachadze      | Podnoszenie ciężarów | kategoria powyżej 109 kg mężczyzn               | 488 kg                                                             | 4 sierpnia |
| Srebro | Waża Margwelaszwili   | Judo                 | kategoria do 66 kg mężczyzn                     | w finale uległ reprezentantowi Japonii Hifumi Abe                  | 25 lipca   |
| Srebro | Lasza Szawdatuaszwili | Judo                 | kategoria do 66 kg mężczyzn                     | w finale uległ reprezentantowi Japonii Shōhei Ōno                  | 26 lipca   |
| Srebro | Guram Tusziszwili     | Judo                 | kategoria powyżej 100 kg mężczyzn               | w finale uległ reprezentantowi Czech Lukáš Krpálek                 | 30 lipca   |
| Srebro | Iakobi Kadżaia        | Zapasy               | kategoria do 130 kg mężczyzn w stylu klasycznym | w finale uległ reprezentantowi Kuby Mijaín López                   | 2 sierpnia |
| Srebro | Geno Petriaszwili     | Zapasy               | kategoria do 125 kg mężczyzn w stylu wolnym     | w finale uległ reprezentantowi Stanów Zjednoczonych Gable Steveson | 6 sierpnia |
| Brąz   | Anton Plesnoj         | Podnoszenie ciężarów | kategoria do 96 kg mężczyzn                     | 387 kg                                                             | 31 lipca   |

## Skład kadry

### Boks
| Zawodnik            | Konkurencja              | 1/16              | 1/8              | Ćwierćfinał      | Półfinał         | Finał            | Finał   | Źródło |
| Zawodnik            | Konkurencja              | Przeciwnik Wynik  | Przeciwnik Wynik | Przeciwnik Wynik | Przeciwnik Wynik | Przeciwnik Wynik | Miejsce | Źródło |
| ------------------- | ------------------------ | ----------------- | ---------------- | ---------------- | ---------------- | ---------------- | ------- | ------ |
| Sakhil Alakhverdovi | waga musza mężczyzn      | Hu Jianguan P 0-5 | NQ               | NQ               | NQ               | NQ               | 17.     | [ 4 ]  |
| Eskerkhan Madiev    | waga półśrednia mężczyzn | Sotomayor W RSC   | Bwogi W 3-1      | Zamkowoj P 0-5   | NQ               | NQ               | 5       | [ 5 ]  |
| Giorgi Kharabadze   | waga średnia mężczyzn    | Qahramonov P 0-5  | NQ               | NQ               | NQ               | NQ               | 17.     | [ 6 ]  |

### Gimnastyka

#### Gimnastyka artystyczna
| Zawodniczka   | Konkurencja            | Eliminacje | Eliminacje | Eliminacje | Eliminacje | Eliminacje | Finał  | Finał | Finał   | Finał   | Finał | Pozycja | Źródło |
| Zawodniczka   | Konkurencja            | Obręcz     | Piłka      | Maczugi    | Skakanka   | Razem      | Obręcz | Piłka | Maczugi | Wstążka | Razem | Pozycja | Źródło |
| ------------- | ---------------------- | ---------- | ---------- | ---------- | ---------- | ---------- | ------ | ----- | ------- | ------- | ----- | ------- | ------ |
| Salome Pażawa | wielobój indywidualnie | 23,550     | 21,950     | 23,500     | 20,650     | 89,650     | NQ     | NQ    | NQ      | NQ      | NQ    | 17.     | [ 7 ]  |

### Judo
| Zawodnik                  | Konkurencja | 1/16                | 1/8                 | Ćwierćfinał         | Półfinał             | Repasaże            | Finał / 3. miejsce  | Finał / 3. miejsce | Źródła |
| Zawodnik                  | Konkurencja | Przeciwniczka Wynik | Przeciwniczka Wynik | Przeciwniczka Wynik | Przeciwniczka Wynik  | Przeciwniczka Wynik | Przeciwniczka Wynik | Pozycja            | Źródła |
| ------------------------- | ----------- | ------------------- | ------------------- | ------------------- | -------------------- | ------------------- | ------------------- | ------------------ | ------ |
| Lukhumi Chkhvimiani       | -60 kg (m)  | Bye                 | Hüseynov W 10-00    | Takatō P 00-10      | NQ                   | Kim Won-jin P 00-10 | NQ                  | 7.                 | [ 8 ]  |
| Waża Margwelaszwili       | -66 kg (m)  | Bye                 | Szamiłow W 01-00    | Shmailov W 10-00    | An Ba-ul W 01-00     | N/A                 | Hifumi Abe P 00-01  | srebro             | [ 9 ]  |
| Lasza Szawdatuaszwili     | -73 kg (m)  | Chaine W 01-00      | Houssein W 01-00    | Margelidon W 10-00  | An Chang-rim W 10-00 | N/A                 | Shōhei Ōno P 00-01  | srebro             | [ 10 ] |
| Tato Grigalaszwili        | -81 kg (m)  | Murodov W 11-00     | Lee Sung-ho W 10-00 | Mollaei P 01-10     | NQ                   | Boltaboev W 01-00   | Casse P 00-10       | 5.                 | [ 11 ] |
| Lasha Bekauri             | -90 kg (m)  | Kuczera W 10-00     | Kochman W 10-01     | Bobonov W 10-00     | Igolnikow P 10-00    | NQ                  | Trippel W 01-00     | złoto              | [ 12 ] |
| Warlam Liparteliani       | -100 kg (m) | Bye                 | Darwish W 10-00     | El Nahas W 10-00    | Wolf P 00-01         | N/A                 | Iljasow P 00-01     | 5.                 | [ 13 ] |
| Guram Tusziszwili         | +100 kg (m) | Bye                 | Rakhimov W 10-00    | Silva W 10-00       | Baszajew W 11-01     | N/A                 | Krpálek P 00-01     | srebro             | [ 14 ] |
| Tetiana Levytska-Shukvani | -52 kg (k)  | Anestor W 10-00     | Buchard P 00-11     | NQ                  | NQ                   | NQ                  | NQ                  | 9.                 | [ 15 ] |
| Eteri Liparteliani        | -57 kg (k)  | Mucungui W 10-00    | Stoll W 10-00       | Cysique P 01-10     | NQ                   | Kowalczyk W 01-00   | Yoshida P 00-10     | 5.                 | [ 16 ] |

### Karate
| Zawodnik       | Konkurencja            | Faza grupowa     | Faza grupowa     | Faza grupowa     | Faza grupowa     | Faza grupowa | Półfinały        | Finał            | Finał   | Źródło                             |
| Zawodnik       | Konkurencja            | Przeciwnik Wynik | Przeciwnik Wynik | Przeciwnik Wynik | Przeciwnik Wynik | Pozycja      | Przeciwnik Wynik | Przeciwnik Wynik | Pozycja | Źródło                             |
| -------------- | ---------------------- | ---------------- | ---------------- | ---------------- | ---------------- | ------------ | ---------------- | ---------------- | ------- | ---------------------------------- |
| Gogita Arkania | powyżej 75 kg mężczyzn | Araga 2:3        | Aktaş 1:3        | Horne 4:0        | Juldaszew 3:1    | 3.           | NQ               | NQ               | 5.      | [ 17 ] [ 18 ] [ 19 ] [ 20 ] [ 21 ] |

### Lekkoatletyka
Konkurencje techniczne
| Zawodnik           | Konkurencja        | Kwalifikacje | Kwalifikacje | Finał | Finał   | Źródło |
| Zawodnik           | Konkurencja        | Wynik        | Miejsce      | Wynik | Miejsce | Źródło |
| ------------------ | ------------------ | ------------ | ------------ | ----- | ------- | ------ |
| Giorgi Mujaridze   | pchnięcie kulą (m) | 19,76        | 27.          | NQ    | NQ      | [ 22 ] |
| Baczana Chorawa    | skok w dal         | 7,41         | 28.          | NQ    | NQ      | [ 23 ] |
| Lasza Torghwaidze  | trójskok (m)       | NM           | -            | NQ    | NQ      | [ 24 ] |
| Sopo Szatiriszwili | pchnięcie kulą (k) | 15,31        | 31.          | NQ    | NQ      | [ 25 ] |

### Pływanie
| Zawodnik          | Konkurencja        | Eliminacje | Eliminacje | Półfinał | Półfinał | Finał | Finał   | Źródło        |
| Zawodnik          | Konkurencja        | Czas       | Miejsce    | Czas     | Miejsce  | Czas  | Miejsce | Źródło        |
| ----------------- | ------------------ | ---------- | ---------- | -------- | -------- | ----- | ------- | ------------- |
| Irakli Rewiszwili | 400 m dowolnym (m) | 3:57,49    | 32.        | N/A      | N/A      | NQ    | NQ      | [ 26 ] [ 27 ] |

### Podnoszenie ciężarów
| Zawodnik          | Konkurencja      | Rwanie | Rwanie  | Podrzut | Podrzut | Razem  | Pozycja | Źródło |
| Zawodnik          | Konkurencja      | Wynik  | Pozycja | Wynik   | Pozycja | Razem  | Pozycja | Źródło |
| ----------------- | ---------------- | ------ | ------- | ------- | ------- | ------ | ------- | ------ |
| Shota Mishvelidze | -61 kg mężczyzn  | 130 kg | 5.      | 155 kg  | 7.      | 285 kg | 7.      | [ 28 ] |
| Goga Czcheidze    | -67 kg mężczyzn  | 133 kg | 12.     | 169 kg  | 8.      | 302 kg | 8.      | [ 28 ] |
| Anton Plesnoj     | -96 kg mężczyzn  | 177 kg | 3.      | 210 kg  | 3.      | 387 kg | brąz    | [ 28 ] |
| Lasza Talachadze  | +109 kg mężczyzn | 223 kg | 1.      | 265 kg  | 1.      | 488 kg | złoto   | [ 28 ] |

### Strzelectwo
| Zawodnik        | Konkurencja               | Kwalifikacje | Kwalifikacje | Finał | Finał   | Źródło        |
| Zawodnik        | Konkurencja               | Wynik        | Pozycja      | Wynik | Pozycja | Źródło        |
| --------------- | ------------------------- | ------------ | ------------ | ----- | ------- | ------------- |
| Nino Salukwadze | pistolet pneumatyczny (k) | 567-15x      | 31.          | NQ    | NQ      | [ 29 ] [ 30 ] |
| Nino Salukwadze | pistolet sportowy (k)     | 578-20x      | 25.          | NQ    | NQ      | [ 31 ]        |

### Szermierka
| Zawodnik       | Konkurencja              | 1/32             | 1/16             | 1/8              | Ćwierćfinały       | Półfinały        | Finał/o 3. miejsce    | Finał/o 3. miejsce | Źródło |
| Zawodnik       | Konkurencja              | Przeciwnik Wynik | Przeciwnik Wynik | Przeciwnik Wynik | Przeciwnik Wynik   | Przeciwnik Wynik | Przeciwnik Wynik      | Pozycja            | Źródło |
| -------------- | ------------------------ | ---------------- | ---------------- | ---------------- | ------------------ | ---------------- | --------------------- | ------------------ | ------ |
| Sandro Bazadze | szabla indywidualnie (m) | Bye              | Samer W 15-10    | El-Sissy W 15-12 | Oh Sang-uk W 15-13 | Szilágyi W 15-13 | Kim Jung-hwan P 11-15 | 4.                 | [ 32 ] |

### Tenis ziemny
| Zawodnik             | Konkurencja | Pierwsza runda         | Druga runda                  | Trzecia runda                | Ćwierćfinały     | Półfinały        | Finał            | Finał   | Źródło |
| Zawodnik             | Konkurencja | Przeciwnik Wynik       | Przeciwnik Wynik             | Przeciwnik Wynik             | Przeciwnik Wynik | Przeciwnik Wynik | Przeciwnik Wynik | Pozycja | Źródło |
| -------------------- | ----------- | ---------------------- | ---------------------------- | ---------------------------- | ---------------- | ---------------- | ---------------- | ------- | ------ |
| Nikoloz Basilaszwili | singiel (m) | Baena W 2-0 (6:3, 6:2) | Sonego W 2-1 (6:4, 3:6, 6:4) | Zverev P 1-2 (6:4, 3:6, 6:7) | NQ               | NQ               | NQ               | 9.      | [ 33 ] |

### Zapasy
Mężczyźni
| Zawodnik           | Konkurencja            | Kwalifikacje     | 1/8                    | Ćwierćfinał       | Półfinał         | Repesaż 1        | Finał            | Finał   | Źródło |
| Zawodnik           | Konkurencja            | Przeciwnik Wynik | Przeciwnik Wynik       | Przeciwnik Wynik  | Przeciwnik Wynik | Przeciwnik Wynik | Przeciwnik Wynik | Pozycja | Źródło |
| ------------------ | ---------------------- | ---------------- | ---------------------- | ----------------- | ---------------- | ---------------- | ---------------- | ------- | ------ |
| Ramaz Zoidze       | -67 kg styl klasyczny  | Bye              | Borrero W 3-2          | Al Obaidi W 10-0  | Garaji P 1-6     | N/A              | Stäbler P 3-5    | 5.      | [ 34 ] |
| Lasza Gobadze      | -87 kg styl klasyczny  | N/A              | Rustam Assakałow P 5-6 | NQ                | NQ               | NQ               | NQ               | 11.     | [ 35 ] |
| Giorgi Melia       | -97 kg styl klasyczny  | N/A              | Jewłojew P 1-3         | NQ                | NQ               | Szőke P 1-5      | NQ               | 9.      | [ 36 ] |
| Iakobi Kadżaia     | -130 kg styl klasyczny | N/A              | Kuosmanen W 9-0        | Siemionow W 3-1   | Acosta W 1-1     | N/A              | López P 0-5      | srebro  | [ 38 ] |
| Awtandil Kenczadze | -74 kg styl wolny      | N/A              | Chamizo P 1-5          | NQ                | NQ               | NQ               | NQ               | 12.     | [ 39 ] |
| Elizbar Odikadze   | -97 kg styl wolny      | N/A              | Mohammadijan W 6-3     | Sadułajew P 0-10  | NQ               | Şərifov P 5-7    | NQ               | 8.      | [ 40 ] |
| Geno Petriaszwili  | -125 kg styl wolny     | N/A              | Kamal Dżauda W 11-0    | Deng Zhiwei W 5-2 | Zare W 6-3       | N/A              | Steveson P 8-10  | srebro  | [ 41 ] |